# ぐりぶー
ぐりぶー（ラテン文字表記：GREBOO）は、鹿児島県のPRキャラクターである。

## 概要
かごしま黒豚と鹿児島の豊かな自然をイメージしている。顔は郷土の偉人西郷隆盛をモデルにしている。
2011年に開催された「花かごしま2011（第28回全国都市緑化かごしまフェア）」のマスコットキャラクターとしてデビューした。名称は一般公募による。
友達に「さくら」というぐりぶーに似たキャラクターもおり、『かごしまプロモーション課長ぐりぶー物語』第10話終了後の2014年3月15日には鹿児島アリーナにて、番組に出演したキャラクターたちも含めた約80体の鹿児島ご当地キャラクター、一般入場者など約5千人が見守る中、さくらと人前結婚式を挙げた。結婚式は式場会社ら協力のもと5時間半にわたり行われた本格的なもので、式の披露宴では鹿児島県知事（当時）の伊藤祐一郎や番組にも上司役で出演した国生さゆりも壇上で祝いのスピーチを行い、指輪の交換、ケーキカット、新婦による手紙の朗読、ダンスやステージショーも行われた。式直前の同年3月11日に鹿児島放送で放送された『スーパーJチャンネル九州・沖縄』では、ぐりぶーとさくらが登場して「県のPRキャラクターぐりぶーが結婚へ」という結婚式イベントについてのニュースが放送され、当日の式が行われる直前の様子は『ぷらナビ+』のコーナー「さなえがキョロリ」で生中継が行われており、結婚式の模様は鹿児島の全テレビ局がニュースとして取り扱った。
さくらとの間には7つ子「まなぶー」「あそぶー」「らぶぶー」「かごぶー」「すなぶー」「ゆゆぶー」「ほしぶー」が誕生した。この子供たちもぐりぶーのドラマに出演しており、各地のイベント等にも出演している。

## 基本データ
- 性別 - 男の子
- 仕事 - 鹿児島の魅力を多くの方々に知ってもらうこと
- 年齢 - 不明
- 特技 - ぐりぶーダンス
- 好きな物 - さつまいも
- 好きな言葉 - どんまいどんまい，いっだましい，敬天愛人

| 名称     | モチーフ                     | 性格                                                    |
| -------- | ---------------------------- | ------------------------------------------------------- |
| ぐりぶー | かごしま黒豚、自然、西郷隆盛 | ぼっけもん、気はやさしくて力持ち 好奇心旺盛、食いしん坊 |
| さくら   | 花、桜                       | 天真爛漫                                                |
| まなぶー | 歴史                         | 努力家                                                  |
| あそぶー | 自然                         | きかんぼう                                              |
| らぶぶー | デートスポット               | ぶりっこ                                                |
| かごぶー | 食文化                       | ポジティぶー                                            |
| すなぶー | 砂蒸し風呂                   | おっとり、のんびり                                      |
| ゆゆぶー | 温泉                         | おませ                                                  |
| ほしぶー | 宇宙、天文                   | 気弱                                                    |
データおよびファミリーの順列は公式サイトのプロフィールページに基づく。

## 出演番組

### かごしまプロモーション課長ぐりぶー物語
2014年1月5日から3月30日まで南日本放送（MBC）で放送された、鹿児島県内のゆるキャラ40体近くが出演する5分間のドラマ番組。本編10回と番外編3回の全13回。2014年2月2日16時30分には「5回まとめて放送スペシャル」、2014年3月9日10時30分には「全部まとめて放送スペシャル」も放送され特別映像も流された。鹿児島県の公式PRキャラクターの「ぐりぶー」と「さくら」が主役で、ぐりぶーの上司にあたる県観光部長役として鹿屋市出身タレントの国生さゆりも出演するドラマだが、『薩摩剣士隼人』を制作しているボッケモンプロが制作を手がけ同じスタッフも多く、隼人やヤッセンボー一味も出演しており、新婚旅行の話は2014年8月に『薩摩剣士隼人』の番外編（パート8）「ぐりぶー&さくら らぶらぶ新婚旅行in徳之島」として放送された。番組では「ぐりぶー物語のテーマ」の歌やBGMが多用されている。南日本放送での鹿児島のローカル特撮テレビ番組は外山雄大らの制作会社アドベンチャーによる『オモチャキッド』以来である。
リビングかごしま2014年1月11日号のテレビ欄にはぐりぶー物語の紹介記事も掲載されており、MBCでは、2013年12月に放送された「2013かごしまこの一年」や2014年1月の「ズバッと!鹿児島」でも生放送でぐりぶーが番宣を行い、2014年1月の「てゲてゲ」でも、史上初のゆるキャラトレンディドラマとして撮影の様子も放送された。番宣プロモーションビデオは、2013年12月28日から2014年1月5日まで毎日、MBCテレビで「新番組かごしまプロモーション課長ぐりぶー物語ナビ」として何度も放送され、YouTubeでも配信された。2015年には、東京メトロポリタンテレビジョンで放送された「薩摩剣士隼人YOKADO!カゴンマ」の番組内でも放送され、2016年11月には、日本テレビで放送された「スクール革命!」の47都道府県クイズにて、クイズ問題として「かごしまプロモーション課長ぐりぶー物語」が紹介された。
ドラマ本編は放送後にYouTubeでも配信されており、鹿児島純心女子短期大学の生徒が制作した英語字幕版も配信されている。YouTube版の番組最後や5回まとめて放送スペシャルではイメージソングとして鹿児島出身の歌手AIの「Story」が使用されている。また、隼人たちや国生さゆりも含むドラマ出演メンバーでAKB48「恋するフォーチュンクッキー」のダンスを踊る動画もYouTubeで公開された。

### ぐりぶーファミリー物語 家族のキズナ編
『ぐりぶー物語』の続編にあたるドラマ番組。全12回。放送局は前作のMBCからKKB（鹿児島放送）に変更。前作同様、ボッケモンプロが制作を手がけており、同じスタッフも多い。第11話には国生さゆりも、前作に続き県観光部長役として出演した。
ダンサー犬のトリニティドッグを率いる観光プロモーターのブラックベアーから鹿児島の観光を任せろと挑戦状を叩きつけられた鹿児島県観光プロモーション課長のぐりぶーは、鹿児島をPRする仕事に没頭して毎日奔走するあまり、家族との時間をおろそかにしたため子供たちの不満が爆発して家族はバラバラになる。だが、さくらと子どもたちは、ぐりぶーが家族の時間を忘れるくらい取り組む鹿児島の観光とは何かを考え、PRキャラクターとしてなすべきことに気付き、失いかけた家族の絆を取り戻すべく、ぐりぶーファミリーで力を合わせ、ブラックベアーたちからの挑戦に対し、鹿児島の観光を守ろうと奮戦する。
ドラマ本編は放送後に数週間遅れでYouTubeでも配信。YouTube版ではエンディングに、テレビ放送ではBGM版しか流れない番組テーマソング「ぐりぶーチルドレン 〜鹿児島のこどもたち〜」の映像も挿入されている。

### かごしま4
南日本放送の「かごしま4」で2014年10月から2015年10月までの1年間、「ダンスダンスぐりぶー〜未来をつむごう!〜」のコーナーが放送された。このコーナーは第30回国民文化祭・かごしま2015のイメージソングになっていた、カサリンチュが歌う『タイムカプセル』にあわせて、ぐりぶーが各市町村の人々やご当地キャラと踊るVTR企画だった。

## コラボレーション
- 肥薩おれんじ鉄道 - 2013年11月23日から自社のHSOR-100形気動車にラッピングを施して運行している[17][18]。
- フェリーさんふらわあ - 2014年3月1日から大阪 - 鹿児島航路で運航の船舶にコラボルーム「ぐりぶーとさくらの仲良し船旅ルーム」を設置している[19]。